# Маленченко Юрій Іванович

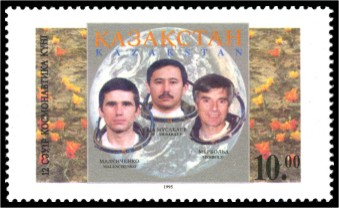
Поштова марка Казахстана:
Юрій Іванович Маленченко,
Талгат Амангельдієвич Мусабаєв,
Ульф Дітріх Мербольд

Ю́рій Іва́нович Мале́нченко (22 грудня 1961, Світловодськ, Кіровоградська область, Українська РСР, СРСР) — російський космонавт українського походження. У космосі побував чотири рази. Інструктор-космонавт-випробувач 1-го класу Роскосмосу (Росія), 308-й космонавт у світі, 78-й космонавт Російської Федерації. Герой Російської Федерації та Національний Герой Казахстану. Став першою людиною, яка одружилася, перебуваючи у космосі. 10 серпня 2003 одружився з Єкатериною Дмитрієвою, яка перебувала в той момент в Техасі, тоді як Ю. Маленченко перебував на борту МКС на висоті понад 400 км над Новою Зеландією.

## Біографія
Родом із села Павлівка Світловодського району Кіровоградської області. Батько був головою колгоспу, мати — вчителькою молодших класів.
У 1977 закінчив середню школу в селі Павлівка.
У 1983 закінчив Харківське вище військове авіаційне училище ім. С. І. Грицевця (нині — Харківський університет Повітряних Сил імені Івана Кожедуба);
У 1993 закінчив Військово-повітряну інженерну академію імені Жуковського (Росія).
Проходив службу в радянських ВПС.
Від грудня 1987 до червня 1989 проходив курс загальної космічної підготовки в Центрі підготовки космонавтів (ЦПК) імені Ю. Гагаріна. У 1993 р. проходив підготовку як командир дублюючого екіпажа 15-ї основної експедиції на борт «комплексу Мир».

## Польоти
Уперше літав у космос у 1994 — з 1 липня по 4 листопада — як командир корабля «Союз ТМ-19» і 16-ї основної експедиції на борт комплексу «Мир». Тривалість польоту — 125 діб 22 години 53 хвилини 36 секунд. Під час польоту зробив два виходи у відкритий космос загальною тривалістю 11 годин 6 хвилин.
2-й політ — з 8 по 20 вересня 2000 як фахівець польоту корабля «Atlantis» за програмою STS-106 тривалістю 11 днів 19 годин 11 хвилин 1 секунда. Основним завданням польоту була доставка вантажів на борт Міжнародної космічної станції (МКС) і підготовка її до польоту в пілотованому режимі. Під час польоту зробив вихід у відкритий космос тривалістю 6 годин 14 хвилин.
24 квітня — 28 жовтня 2003 — командир сьомої експедиції на Міжнародній космічній станції, другим учасником якої був американський астронавт Едвард Лу. Політ проводився невдовзі після катастрофи американського шатла «Колумбія» STS-107, яка призвела до дискусії щодо того, чи можливе збереження МКС на орбіті і продовження програми космічних досліджень. Політ завершився 28 жовтня 2003 о 05:40 (за московським часом).
Від 10 жовтня 2007 до 19 квітня 2008 — командир корабля Союз ТМА-11, бортінженер 16-ї експедиції МКС. Корабель «Союз» з екіпажем у складі Юрія Маленченка, американки Пеґґі Вітсон і громадянки Південної Кореї Ї Со-йон приземлився у штатному режимі, але за резервним варіантом: апарат опускався балістичною траєкторією, внаслідок чого приземлився в Казахстані, за 420 кілометрів від передбаченої точки посадки.
З 15 липня по 19 листопада 2012 здійснив п'ятий політ у космос. Був бортінженером експедицій МКС-32 та МКС-33. Стартував на кораблі «Союз ТМА-05М» як командир корабля.
Шостий політ тривав з 15 грудня 2015 по 18 червня 2016. Стартував як командир корабля «Союз ТМА-19М» та був бортінженером МКС-46 та експедиції МКС-47. Тривалість польоту становила 186 діб.
Загальна тривалість його перебування у космосі становила 827 діб. За цим показником станом на червень 2016 він посів друге місце у списку світових рекордсменів за сумарним перебуванням у космосі після Геннадія Падалки.

## Одруження
Маленченко вперше одружувався, коли був ще курсантом Харківського вищого військово-авіаційного училища. Від першого шлюбу народився син Дмитро. Із першою дружиною він розлучився.
Маленченко познайомився з майбутньою другою дружиною в Х'юстоні (штат Техас), де проходив тренування. Катерина емігрувала в США з СРСР разом із батьками, коли їй було лише 4 роки. Вона приблизно на 15 років молодша за свого чоловіка. Мати нареченої працює в NASA фахівцем із орбітальних програм, батько викладає в одному з університетів штату Техас.
Пропозицію нареченій космонавт зробив за чотири місяці до польоту, призначеного на квітень 2003. Весілля вирішили відзначити в серпні, після повернення Юрія на Землю. Проте вже перебуваючи на борту МКС, Юрій Маленченко і Едвард Лу отримали повідомлення з Центру управління польотами, що їх космічне відрядження триватиме до 28 жовтня 2003 року. Тоді Маленченко вирішив не зволікати з одруженням, про що повідомив ЦУПи Росії й США (за деякими відомостями, на цьому наполягла наречена).
За законами штату Техас реєстрація шлюбу можлива в разі відсутності нареченого з поважної причини. Керівництво NASA погодилося навіть на те, щоб провести церемонію у своєму ЦУПі. А ось у Росії намір Юрія не схвалили. Командувач ВПС Росії генерал-полковник Володимир Михайлов послався на те, що російський офіцер, який має доступ до державних секретів, зобов'язаний спочатку отримати дозвіл на одруження з громадянкою іншої держави, причому зробити це можна тільки на землі. Він заявив: «Ми не забороняємо йому це робити, але він має поводитися як космонавт, а не як кінозірка».
Маленченко начебто спочатку пообіцяв відкласти весілля до повернення на Землю, та все ж весілля відбулося в космосі. Єдине, що зміг зробити Росавіакосмос, так це проігнорувати запрошення відвідати весільну церемонію. Глава агентства Юрій Коптєв до Х'юстона так і не поїхав, пославшись на зайнятість.
У день весілля 10 серпня 2003 року наречений і наречена, дивлячись одне на одного через екрани моніторів, самі вдягли собі обручки. Свідком з боку нареченого став Едвард Лу. Обручку для нареченого і краватки-«метелики» для нього і свідка доставили на орбіту посилкою з вантажним кораблем «Прогрес». Марш Мендельсона на синтезаторі виконав свідок.
У США навколо першого космічного весілля був великий ажіотаж. Шикарну рожеву весільну сукню Катерині зшили в найпрестижнішому салоні Х'юстона. Обручка — така ж, як і в Юрія — виявилася дуже символічною: розкидані на золоті коштовні камені зображають всі планети Сонячної системи, а також Сонце і саму МКС. У центрі управління польотами в Х'юстоні уповноважений Маленченком американський адвокат підписав замість нього документи про укладення шлюбу.
Знаменну подію Катерина разом з родичами і друзями відсвяткувала в італійському ресторані «Вілла Капрі» містечка Клієр Лейк неподалік від Х'юстону, де всі охочі мали можливість сфотографувати наречену з виконаною на повен зріст фанерною копією нареченого.
Після весілля з'явилися повідомлення про те, що NASA і Росавіакосмос мають намір включити до контракту, який укладають усі космонавти, пункт про заборону подібних весільних церемоній.

### Повернення на Землю
Повернення екіпажа МКС на Землю 28 жовтня 2003 також було пов'язано з позаштатною ситуацією: коли екіпаж перебував у ще не відстикованому модулі «Союз ТМА-2», несподівано ввімкнувся основний двигун, і станцію розвернуло навколо своєї осі на 25 градусів. Потім корабель відійшов від станції, а її довелося повертати в початковий стан, на що пішло немало дефіцитного палива.

### Вінчання
6 серпня 2004 у Воскресенському соборі міста Тутаєва Ярославської області відбулося вінчання Маленченка з Катериною Дмитрієвою. З Воскресенського собору видалили всіх кореспондентів і фотокореспондентів, а також місцевих жителів. Були заборонені навіть зйомки на вході й виході із собору. Запрошені гості відмовлялися відповідати на питання кореспондентів. Після завершення вінчання представник охорони зажадав плівку в оператора одного з місцевих телеканалів і трохи зламав його камеру.

## Нагороди
- Герой Росії
- Національний Герой Казахстану
- Ордени і медалі СРСР, Росії, Казахстану
- Медаль NASA «За космічний політ» (2000)